# Gaafu Alif
Huvadhu Atholhu Uthuruburi (Nord-Huvadhu-Atoll), mit der Thaana-Kurzbezeichnung ގއ (Gaafu Alif bzw. Gaafu Alifu), ist ein Verwaltungsatoll (Distrikt) im Süden der Malediven.
Es umfasst den nördlichen Teil des großen Huvadhu-Atolls. Die Einwohnerzahl beträgt etwa 8000 (Stand 2006).
10 Inseln sind bewohnt, neben dem Verwaltungshauptort auf der Insel Vilingili (1976 Einwohner) sind dies Dhaandhoo, Dhevvadhoo, Dhiyadhoo, Gemanafushi, Kanduhulhudhoo, Kondey, Kolamaafushi, Maamendhoo und Nilandhoo. Insgesamt umfasst der Distrikt 79 Inseln. 
Im Norden, etwa 97 km entfernt, liegt die Provinz Laamu. Im Süden schließt sich die Provinz Gaafu Dhaalu unmittelbar an, welche den Südteil des Huvadhu-Atolls umfasst.